# Chiesa di San Lorenzo (Poggibonsi)
La chiesa di San Lorenzo si trova nel centro storico di Poggibonsi, in provincia di Siena, arcidiocesi di Siena-Colle di Val d'Elsa-Montalcino.

## Storia e descrizione
Ricostruita ai primi del Trecento e in gran parte in seguito ai notevoli danni riportati durante la Seconda Guerra Mondiale, si presenta con il semplice paramento in pietrame misto a travertino e la facciata a capanna.
Sono evidenti le tracce di diverse fasi costruttive: la prima facciata, più ridotta, corrispondeva all'ampiezza di due navate; in seguito sulla parte sinistra della stessa fu addossato un edificio distrutto durante i bombardamenti degli anni quaranta del XX secolo. L'attuale portale è sovrastato da una monofora (in sostituzione di un oculo) frutto della ricostruzione avvenuta nel secondo dopoguerra. Sul fianco destro è presente un portale di gusto romanico con una lunetta con arco a tutto sesto contornato da una doppia modanatura.

### Interno
L'interno è a tre navate divise da due coppie di pilastri, reggenti arcate a tutto sesto. Le tre absidi quadrangolari del presbiterio sono coperte da volte ogivali.
Con la parziale ricostruzione postbellica l'interno ha perduto gli altari barocchi e l'ottocentesca bicromia neogotica.
- Nella cappella di sinistra si conserva un veneratissimo Crocifisso ligneo di Giovanni di Agostino (metà XIV secolo), invocato per la protezione dalle epidemie e dalle pestilenze; questa opera aveva nel corso di un bombardamento perduto gli arti e, per poterla restituire immediatamente al culto, furono ripristinati con un velocissimo intervento di restauro.
- Sulla parete sinistra, dentro una nicchia protetta da un vetro, è la tavola con San Nicola da Tolentino con una devota in preghiera attribuita a Neri di Bicci databile nel decennio 1460-1469 ca.
- Sulla parete destra invece possiamo ammirare una delle opere migliori di Francesco Botticini, raffigurante la Resurrezione di Cristo, dipinta intorno al 1499 per la locale Compagnia del Corpus Domini.